# Olympiasieger
Ein Olympiasieger ist ein Sportler, der einen Wettbewerb bei Olympischen Spielen gewonnen hat.

## Geschichte

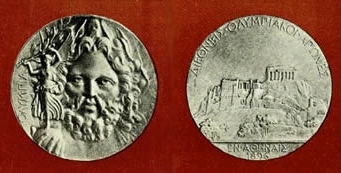
Die Sieger der I. Olympischen Spiele erhielten eine Silbermedaille

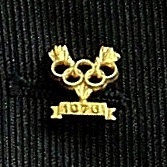
Anstecknadel des IOC für Medaillengewinner (hier Version für Goldmedaillengewinner der Spiele 1976)

Bei den Olympischen Spielen 1896 in Athen bekam der Sieger eines Wettbewerbes zunächst eine Medaille aus Silber und einen Olivenzweig. Der Zweitplatzierte erhielt die Bronzemedaille und der Dritte ging leer aus. Erst seit den Spielen 1904 gilt die bekannte Verteilung von Gold für den Sieger, Silber für den Zweitplatzierten und Bronze für den Dritten. Medaillengewinner bekommen vom IOC ferner eine mit der Jahreszahl der Spiele versehene Anstecknadel, welche je nach errungener Medaille in Gold, Silber oder Bronze ausgeführt ist. Alle Teilnehmer an den Olympischen Spielen, die in den Wettbewerben den ersten bis achten Platz belegt haben, erhalten zudem ein Olympisches Diplom.
Nicht jeder, der einen Wettbewerb gewinnen konnte, blieb auch Olympiasieger, da in einigen Fällen die Goldmedaille, zum Beispiel wegen Dopingbetrugs, bereits während der Spiele oder auch nachträglich aberkannt wurde und zurückgegeben werden musste. Teilweise wurde daraufhin ein Nachrücker zum Olympiasieger gekürt.

## Erster Olympiasieger der Neuzeit
Der erste Olympiasieger der Neuzeit war James Connolly. 1896 holte er den ersten Platz und damit die Silbermedaille (siehe oben) im Dreisprung.

## Erfolgreichste Olympiasieger

### Die meisten Siege insgesamt
- Zu den erfolgreichsten Olympioniken gehört der US-amerikanische Schwimmer Michael Phelps, der während seiner gesamten sportlichen Laufbahn 23 olympische Goldmedaillen gewonnen hat.

### Die meisten Siege in einem Einzelwettbewerb
- Der kubanische Ringer Mijaín López ist der einzige Athlet, dem fünf Olympiasiege im selben Einzelbewerb gelungen sind (von 2008 bis 2024).
- Der niederländischen Eisschnellläuferin Ireen Wüst gelangen ebenfalls Olympiasiege in einem Einzelwettbewerb bei fünf Olympischen Spielen, jedoch in unterschiedlichen Disziplinen (von 2006 bis 2022: 3 mal Gold auf den 1500 m und 2 mal auf den 3000 m).
- Al Oerter (Diskuswurf), Carl Lewis (Weitsprung) und Michael Phelps (200 Meter Lagen Schwimmen) schafften vier Siege.[2][3]